# انتخابات الرئاسة السريلانكية 1988
انتخابات الرئاسة السريلانكية 1988 هي الانتخابات الرئاسية التي جرت في 19 ديسمبر 1988، لانتخاب رئيس سريلانكا، فاز بالانتخابات راناسينغ بريماداسا.